# Sant’Agata alla Guilla

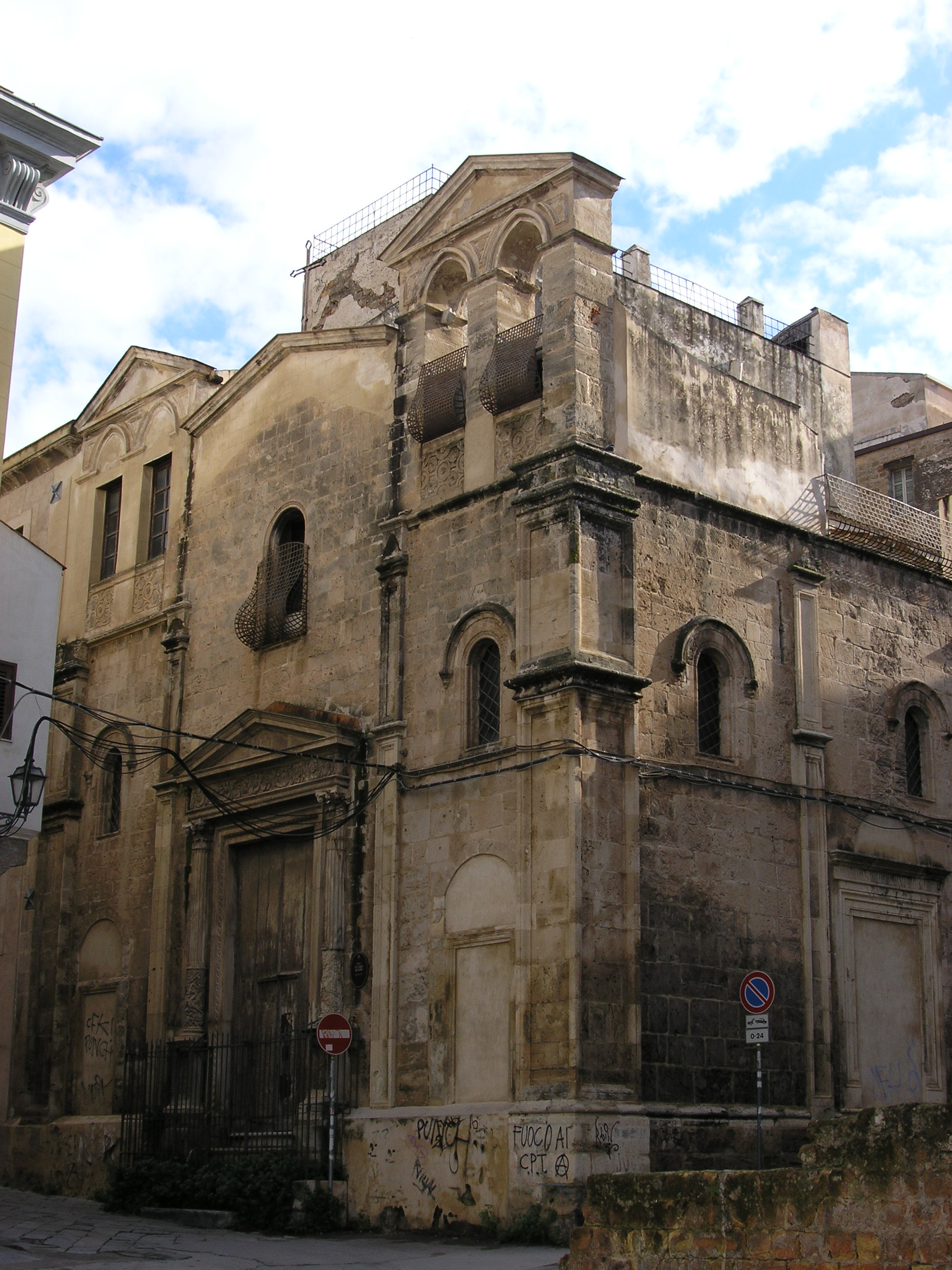
Sant’Agata alla Guilla

Sant’Agata alla Guilla ist eine Kirche in Palermo.
Das Gotteshaus wurde im 12. oder 13. Jahrhundert auf einer Stelle errichtet, an der sich vorher nach einer Überlieferung ein anderes Haus der Heiligen befunden haben soll. Im 16. Jahrhundert erhielt die Kirche ihr heutiges Aussehen. Sie befindet sich in unmittelbarer Nähe des ehemaligen Stadttors Sant'Agata alla Guilla.
Die Hauptfassade befindet sich an der via Celso. Das Portal wird von zwei Säulen flankiert, die im unteren Bereich mit figürlichen und floralen Reliefs des Manierismus versehen sind. Die korinthischen Kapitelle tragen einen ebenfalls mit floralen Ornamenten versehenen Türsturz, der nach oben durch einen Dreiecksgiebel abgeschlossen wird. 
Der klassizistische Giebel und die beiden Glockentürme an den Seiten der Fassade wurden im 17. Jahrhundert hinzugefügt.
Im 19. Jahrhundert wurde die dreischiffige Kirche in ein zentrales Gebäude umgewandelt, die Seitenkapellen weisen noch vereinzelt Stuckdekorationen aus dem 17. Jahrhundert auf.
Zur Kirche gehörte das 1685 gegründete „Conservatorio delle Maddalene pentite“, eine Einrichtung, die Prostituierten auf den „rechten Weg“ helfen sollte.